# Notomys mitchellii
Notomys mitchellii là một loài động vật có vú trong họ Chuột, bộ Gặm nhấm. Loài này được Ogilby mô tả năm 1838.